# Bouray-sur-Juine
 Bouray-sur-Juine  es una población y comuna francesa, ubicada en la región de Isla de Francia, departamento de Essonne, en el distrito de Étampes y cantón de Étréchy.

## Demografía
| 758 | 758 | 1459 | 1587 | 1706 | 1867 |
| Para los censos de 1962 a 1999 la población legal corresponde a la población sin duplicidades (Fuente: INSEE [Consultar]) |     |      |      |      |      |